# 암바르
《암바르》(스페인어: Ámbar)는 2016년 방영된 칠레의 텔레노벨라이다.